# 1904 год в России

## Январь
- 17 января — в Московском художественном театре состоялась премьера пьесы «Вишнёвый сад»[1][2][3].
- 22 января — основание Запорожской областной универсальной научной библиотеки имени А. М. Горького[4]

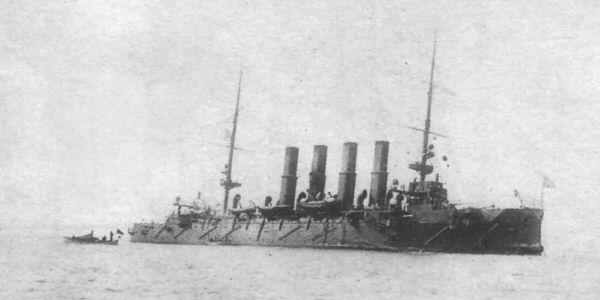
«Варяг» после боя, покинутый командой

## Февраль
- 9 февраля
  - Сражение крейсера «Варяг» с японской эскадрой[5][6].
  - Начало Русско-японской войны[6][7].
- 18 февраля — Вооружённый протест политических ссыльных в Якутске[8]

## Март
- 31 марта — На мине подорвался броненосец «Петропавловск»[9]
- март — Встреча героев Чемульпо в Одессе

## Апрель
- 25 апреля (8 мая) — на перегоне Шуанмяоцзы — Сыпингай Китайско-Восточной железной дороги произошло крушение пассажирского поезда. Убито 33 человека, ранено 59.

## Май
- 1 мая — произошло первое значительное сражение русско-японской войны — бой на реке Ялу.
- 5 мая — открыто движение электрического трамвая в Пятигорске.
- 7 мая — отмена в Российской империи запрета на литовскую печать латинским шрифтом (введён в 1864 году)

## Июнь
- 16 июня — В Гельсингфорсе при покушении смертельно ранен генерал-губернатор Финляндии Н. И. Бобриков.
- 20 июня — в Риге открылся 1-й съезд латышских социал-демократов, на котором учреждена Латышская социал-демократическая рабочая партия
- 29 июня — смерч 16 (29) июня 1904 года разрушил восточные окраины Москвы.

## Июль
- 15 июля — Ушёл из жизни, известный русский писатель Антон Павлович Чехов[10][11][12]
- 17 июля — Бой на Янзелинском перевале

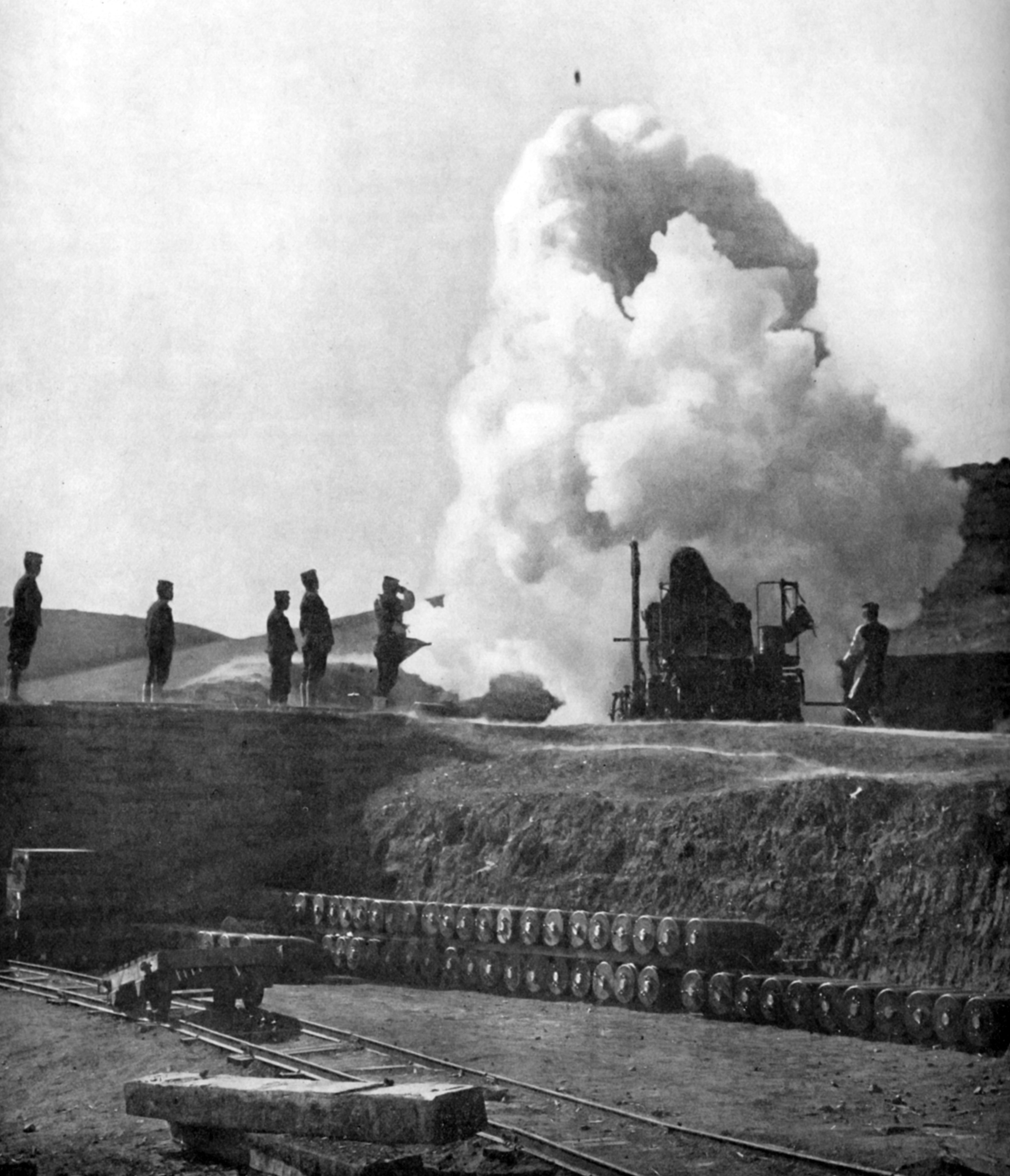
Оборона Порт-Артура

- 28 июля — теракт на Измайловском проспекте в Санкт-Петербурге, в результате которого погиб Министр внутренних дел России Вячеслав Константинович Плеве
- 30 июля — Начало обороны Порт-Артура

## Август
- 10 августа — Решающее морское сражение в жёлтом море
- 16 августа — открыто трамвайное движение во Владикавказе[13][14].
- 20 августа — Морской бой у Корсакова
- 24 августа — Родился наследник престола царевич Алексей
- 24 августа-3 сентября — Крупное сражение при Ляояне

## Октябрь
- 1 октября — начато рабочее движение поездов по Кругобайкальской железной дороге.
- 15 октября — Российская вторая тихоокеанская эскадра (30 боевых кораблей, 228 орудий) под командованием вице-адмирала З. П. Рожественского выходит из Ревеля (Эстония) на Балтийском море, направляясь в Порт-Артур, во время Русско-японской войны. Эскадра будет практически уничтожена в Цусимском сражении, что ознаменует поражение России в войне.
- 21 октября — Гулльский инцидент: Корабли Второй тихоокеанской эскадры обстреляли британские рыболовецкие суда, приняв их за японские миноносцы.
- октябрь — В Париже состоялась конференция революционных и оппозиционных партий России

## Ноябрь
- 6-9 ноября — Земский съезд в Петербурге

## Декабрь
- 13 декабря — Умер Николай Склифосовский
- 26 декабря — началась 18-дневная всеобщая стачка в Баку, завершившаяся подписанием первого в Российской империи коллективного договора между рабочими и нефтепромышленниками[15][16]

## Без точных дат
- Иван Павлов получает нобелевскую премию по Физиологии и Медицине «за работу по физиологии пищеварения»[17][18]
- Во время Русско-японской войны мичман Сергей Власьев и капитан Леонид Гобято изобрели миномёт[19][20]